# Chad Lowe
Charles Davis 'Chad' Lowe (Dayton (Ohio), 15 januari 1968) is een Amerikaans acteur, filmregisseur en filmproducent.

## Biografie
Lowe is een broer van acteur Rob Lowe, en zijn ouders zijn gescheiden toen hij nog jong was en heeft nog twee halfbroers. Hij doorliep de high school aan de Oakwood Junior High School in Montgomery County; hierna verhuisde hij naar Malibu met zijn moeder en broer. Hier vervolgde hij zijn studie aan de Santa Monica High School, waar ook Emilio Estevez, Charlie Sheen, Sean Penn, Chris Penn en Robert Downey jr. hebben gestudeerd.
Lowe was van 1997 tot en met 2007 getrouwd met Hilary Swank. Hij hertrouwde op 28 augustus 2010 en heeft hieruit twee kinderen.

## Filmografie

### Films
Uitgezonderd korte films.
- 2019 7 Days to Vegas - als sheriff
- 2015 Entourage - als Chad Lowe
- 2014 California Scheming - als mr. Behrle
- 2005 Fielder's Choice – als Phillip
- 2003 Red Betsy – als Orin Sanders
- 2002 Unfaithful – als Bill Stone
- 2001 Acceptable Risk – als Edward Welles
- 2001 Your Guardian – als Parker Smith
- 2000 Take Me Home: The John Denver Story – als John Denver
- 1999 The Apartment Complex – als Stan Warden
- 1998 Target Earth – als commandant Fauk
- 1998 Suicide, the Comedy – als JJ
- 1997 Do Me a Favor – als Marty
- 1997 In the Presence of Mine Enemies – als sergeant Lott
- 1997 Floating – als Doug
- 1997 The Others – als VTV regisseur
- 1996 Driven – als LeGrand
- 1995 Dare to Love – als Stephen
- 1995 The Show Formerly Known as the Martin Short Show – als Rob Tarda
- 1995 Siringo – als Winton Powell
- 1995 Fighting for My Daughter – als Eric
- 1995 Quiet Days in Hollywood – als Richard
- 1993 Candles in the Dark – als Jaan Toome
- 1991 Highway to Hell – als Charlie Skyes
- 1991 Captive – als Jeff Frost
- 1991 An Inconvenient Woman – als Kippie Petworth
- 1990 So Proudly We Hail – als Billy Kincaid
- 1989 Nobody's Perfect – als Stephen / Stephanie
- 1989 True Blood – als Donny Trueblood
- 1988 April Morning – als Adam Cooper
- 1988 Apprentice to Murder – als Billy Kelly
- 1986 There Must Be a Pony – als Josh Sydney
- 1984 Silence of the Heart – als Skip Lewis
- 1984 Oxford Blues – als computer hacker
- 1984 Flight 90: Disaster on the Potomac – als Al Hamilton

### Televisieseries
Uitgezonderd eenmalige gastrollen.
- 2022 - 2023 9-1-1: Lone Star - als Robert Strand - 5 afl.
- 2017 - 2020 Supergirl - als Thomas Coville - 8 afl.
- 2011 – 2019 Young Justice – als kapitein Marvel (stem) – 5 afl.
- 2018 Hailey Dean Mystery - als Clyde Bennett - 3 afl.
- 2010 – 2017 Pretty Little Liars – als Byron Montgomery – 81 afl.
- 2007 24 – als Reed Pollock – 8 afl.
- 1997 – 2005 ER – als dr. George Henry – 4 afl.
- 1999 – 2000 Now and Again – als Craig Spence – 4 afl.
- 1999 Popular – als Luke Grant – 4 afl.
- 1996 – 1997 Melrose Place – als Carter Gallavan – 8 afl.
- 1995 Snowy River: The McGregor Saga – als Sam Taylor – 2 afl.
- 1991 – 1993 Life Goes On – als Jesse McKenna – 35 afl.
- 1984 – 1985 Spencer – als Spencer Winger – 7 afl.

### Filmregisseur
- 2019 - 2024 9-1-1 - televisieserie - 2 afl.
- 2023 Found - televisieserie - 1 afl.
- 2021 - 2023 9-1-1: Lone Star - televisieserie - 5 afl.
- 2019 - 2023 The Flash - televisieserie - 4 afl.
- 2021 Titans - televisieserie - 1 afl.
- 2019 High School Musical: The Musical - The Series - televisieserie - 1 afl.
- 2015 - 2019 Life in Pieces - televisieserie - 7 afl.
- 2017 Supergirl - televisieserie - 1 afl.
- 2011 – 2017 Pretty Little Liars – televisieserie – 15 afl.
- 2017 American Housewife - televisieserie - 1 afl.
- 2016 Notorious - televisieserie - 1 afl.
- 2016 Stitchers - televisieserie - 1 afl.
- 2016 The Grinder - televisieserie - 1 afl.
- 2007 – 2015 Bones – televisieserie – 13 afl.
- 2015 Rizzoli & Isles - televisieserie - 1 afl.
- 2014 Twisted - televisieserie - 1 afl.
- 2008 Brothers & Sisters – televisieserie – 2 afl.
- 2006 Beautiful Ohio – film
- 2006 Without a Trace – televisieserie – 1 afl.
- 2004 Hack – televisieserie – 1 afl.
- 2003 Law & Order: Special Victims Unit – televisieserie – 1 afl.
- 2002 The Space Between – korte film
- 2000 The Audition – korte film

### Filmproducent
- 2006 Beautiful Ohio - film
- 2005 Celebrity Charades - televisieserie - ? afl.

- Biblioteca Nacional de España: XX1260078
- Bibliothèque nationale de France: cb14200716c (data)
- Gemeinsame Normdatei: 143565133
- International Standard Name Identifier: 0000 0001 1448 3654
- Library of Congress Control Number: no89020362
- Virtual International Authority File: 75873289
- WorldCat: E39PBJwHg8jHqvTmxxFGmvXrv3